# Lunga Point

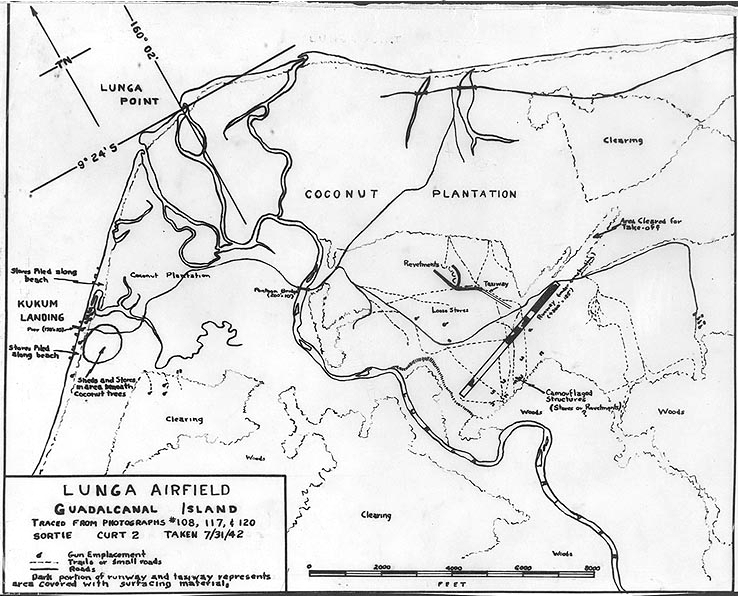
Karte des Gebietes (1942)

Lunga Point (auch Runga Point) ist eine kleine Landzunge auf der Salomonen-Insel Guadalcanal im Osten von Honiara. Bei ihr mündet der Lunga-Fluss in den Ironbottom Sound.
Unter der Kodekennung RXI baute die japanische Armee im Hinterland des Lunga Point Anfang Mai 1942 während des Pazifikkriegs eine Start- und Landebahn für ihre Kampfflugzeuge. Die eigentlich für Midway vorgesehene Militärbaukolonne war im Juli komplett gelandet und bestand aus rund 2.600 Männern. Zusätzlich erreichte die sogenannte Hama Konstruktionseinheit unter Inouree Hama mit weiteren 50 Männern und etwa 250 Zivilisten Mitte Juli Lunga Point. Das Flugfeld wurde mit einem Radar ausgestattet. Von hier aus konnten die Japaner die südlichen Salomonen patrouillieren und Flugzeuge nach Ostaustralien und Ost-Neuguinea verschiffen.
Am 7. August landeten amerikanische Truppen, um das noch nicht fertiggestellte Flugfeld in langwierigen Kämpfen einzunehmen (→ Schlacht um Guadalcanal). Sie benanntes es in „Henderson Field“ um. Henderson Field ist heute der internationale Flughafen der Salomonen unter dem Namen Honiara International Airport.
Ein 1944 in Dienst gestellter amerikanischer Geleitflugzeugträger trug den Namen Lunga Point.